# Emili Gisbert Jordà
Emili Gisbert Jordà (València, 1954 - 2011) fou un periodista valencià, destacat com a reporter internacional i en el periodisme d'investigació. Va passar per diverses redaccions de premsa, ràdio i televisió.

## Biografia
Net del darrer alcalde republicà de València Manuel Gisbert i germà de la fiscal Teresa Gisbert, de ben jove comença a militar en el moviment antifranquista i va arribar a militar en el Partit Comunista d'Espanya (PCE) el que suposà el seu ingrés en presó en diverses ocasions. Més tard s'incorporà als moviments veïnals on va arribar a ser vicepresident de la Federació d'Associacions de Veïns de València.
Tot i no tindre estudis universitaris en periodisme s'incorpora a la redacció de la revista Ciutat als inicis de la dècada dels 80 del segle xx des d'on va donar el salt a la redacció de la Cadena SER a Castelló de la Plana i al diari Levante-EMV on escriu crònica de successos i tribunals. Va formar part del primer equip d'informatius de la ràdio pública valenciana Ràdio 9 amb Rosa Solbes i Francesc Bayarri.
També va escriure per a capçaleres com Diario 16 on va ser cap de la delegació local a València, El País, Mediterráneo o El Mundo on va finalitzar la seua carrera el 2008 de forma prematura a causa d'una malaltia. Fou a El Temps on va signar destacats reportatges amb Francesc Bayarri i Joan de Bustos. També fou enviat especial en destacats moments de l'actualitat informativa com el cop d'estat a la Unió Soviètica en 1991, o a Chiapas on va entrevistar el subcomandant Marcos.
Fou president de la Unió de Periodistes Valencians de 1990 a 1994.

## Reconeixements
L'octubre de 2018 la nova ràdio pública valencia À Punt posa el nom d'Emili Gisbert a un dels seus estudis en el seu reconeixement. A més a més la Unió de Periodistes Valencianes convoca anualment una beca d'investigació que porta el nom del periodista valencià des de l'any 2015.